# オウルトン・パーク
オウルトン・パーク （Oulton Park Circuit）は、イギリスのイングランド、チェシャーにあるサーキット。

## 概要

### サーキット

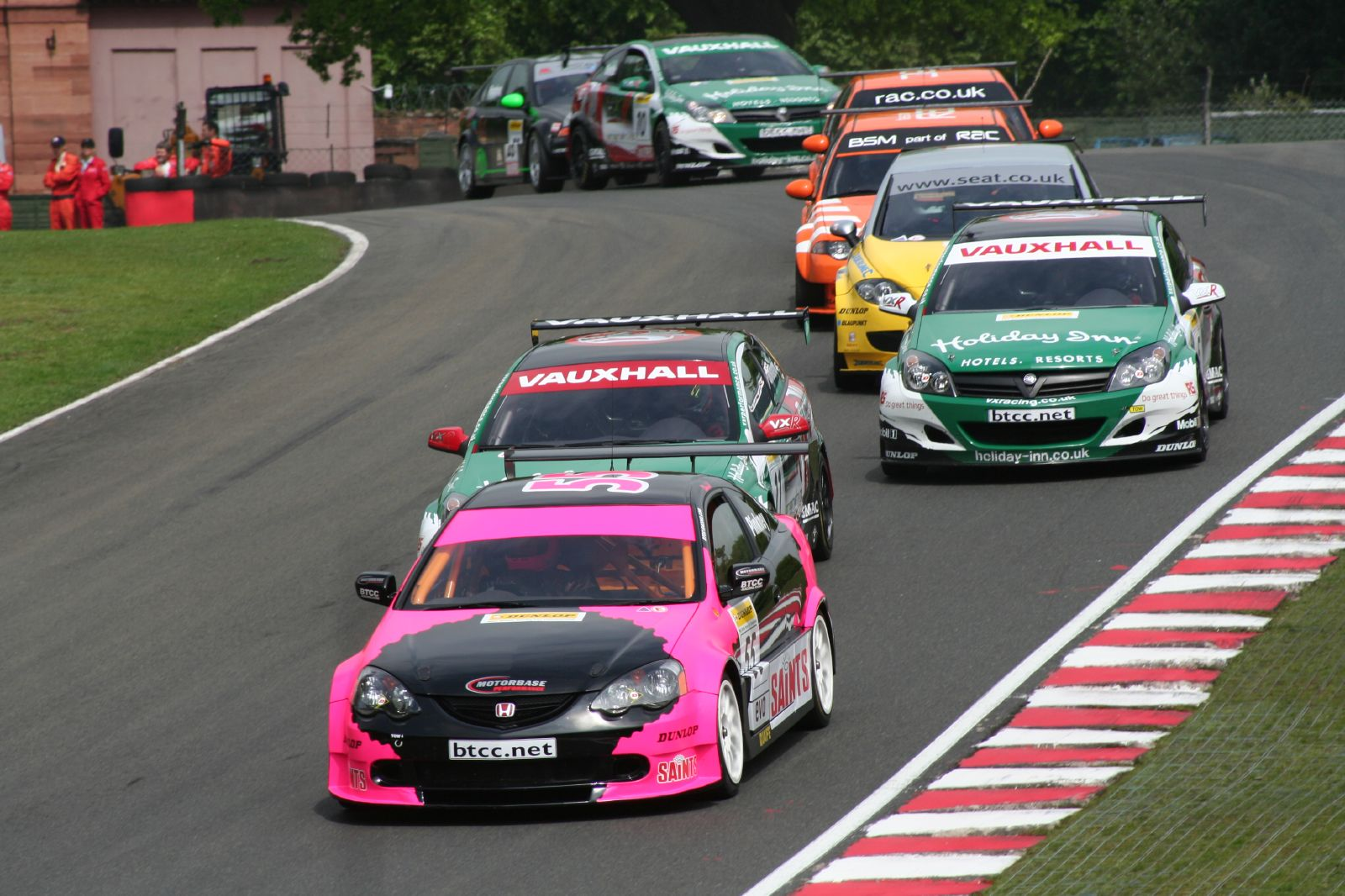
2006年イギリスツーリングカー選手権

ロンドンから北へ高速道路を3時間ほど走ったチェシャーにある、1950年代にミッド・チェシャ―・カークラブが、グレイ・エガートン家の敷地を切り開きオープンしたサーキットである。
豊かな自然の中にあり、なだらかな丘陵と森に囲まれているものの、交通アクセスや観客席、飲食施設の整備はあまり進んでいない。

### 開催レース
現在はイギリスツーリングカー選手権やイギリスF3などの国際格式レースや、フォーミュラ・ルノーやポルシェ・カップなどの地方選手権格式レースが行われている。1990年代にはイギリスF3000も開催されていたが、同カテゴリーの廃止により開催は中止された。

## 事故
1991年8月に行われたイギリスF3000選手権のレース中に、当時ランキングトップだったポール・ワーウィックが首位を走行中に事故を起こし死去した。